# Unterseeboot 82 (1941)
Pour les articles homonymes, voir Unterseeboot 82.
Le Unterseeboot 82 (ou U-82) est un U-Boot type VII C de la Kriegsmarine pendant la Seconde Guerre mondiale.

## Construction
L'U-82 est issu du programme 1937-1938 visant une nouvelle classe de sous-marins océaniques. Il est de type VII C lancé entre 1936 et 1940. Construit dans les chantiers de Bremer Vulkan-Vegesacker Werft à Bremen-Vegesack, la quille du U-82 est posée le 15 mai 1940 et il est lancé le 15 mars 1941. L'U-82 entre en service deux mois plus tard.

## Historique
Démarrant son service le 14 mai 1941, l'U-81 est exploité comme navire-école pour les équipages.

Après son instruction de base à Kiel avec la 3. Unterseebootsflottille jusqu'au 31 août 1941, il rejoint sa formation de combat à Base sous-marine de La Rochelle (La Pallice), toujours dans la même flottille.
Il réalise sa première patrouille de guerre, quittant le port de Trondheim, le 11 août 1941, sous les ordres de l'Oberleutnant zur See Siegfried Rollmann. Il rejoint la base sous-marine de Lorient le 18 septembre 1941 après 39 jours en mer et un palmarès de quatre navires marchands pour un total de 24 362 tonneaux, et d'un navire marchand de 1 999 tonneaux.
L'Unterseeboot 82 a effectué trois patrouilles dans lesquelles il a coulé huit navires marchands pour un total de 51 859 tonneaux, ainsi qu'un navire de guerre de 1 190 tonnes et endommagé un navire marchand de 1 999 tonneaux pour un total de 102 jours en mer.
Sa troisième patrouille commence le 30 décembre 1941, quittant la base sous-marine de La Rochelle (La Pallice), sous les ordres du Kapitänleutnant Siegfried Rollmann. Après 27 jours en mer pour trois navires marchands coulés soit un total de 19 307 tonneaux, l'U-82 est coulé à son tour dans son attaque contre le convoi OS-18 le 6 février 1942 dans l'Atlantique Nord au nord des Açores, à la position géographique de 44° 10′ N, 23° 52′ O. Il est victime des charges de profondeur lancées par le sloop britannique HMS Rochester ainsi que par la corvette britannique HMS Tamarisk.
Les 45 membres d'équipage meurent dans cette attaque.

## Affectation
- 3. Unterseebootsflottille à Kiel du 14 mai 1941 au 31 août 1941 (entrainement)
- 3. Unterseebootsflottille à La Pallice du 1er septembre 1941 au 6 février 1942 (service actif)

## Commandement
- Kapitänleutnant Siegfried Rollmann du 14 mai 1941 au 6 février 1942.

## Patrouilles
|       | Commandant                | Départ          | Départ     | Arrivée           | Arrivée    | Jours     | Succès   |
| ----- | ------------------------- | --------------- | ---------- | ----------------- | ---------- | --------- | -------- |
|       | Oblt. Siegfried Rollmann  | 12 juillet 1941 | Kiel       | 13 juillet 1941   | Horten     | 2 jours   |          |
|       | Oblt. Siegfried Rollmann  | 20 juillet 1941 | Horten     | 23 juillet 1941   | Trondheim  | 4 jours   |          |
| 1     | Oblt. Siegfried Rollmann  | 11 août 1941    | Trondheim  | 18 septembre 1941 | Lorient    | 39 jours  | 26 361   |
| 2     | Oblt. Siegfried Rollmann  | 15 octobre 1941 | Lorient    | 19 novembre 1941  | La Pallice | 36 jours  | 9 380    |
| 3     | Kptlt. Siegfried Rollmann | 11 janvier 1942 | La Pallice | 6 février 1942    | Coulé      | 27 jours  | 19 307   |
| Total | Total                     | Total           | Total      | Total             | Total      | 102 jours | 55 048 t |

Note : Kptlt. = Kapitänleutnant - Oblt. = Oberleutnant zur See

### Opérations Wolfpack
L'U-82 a opéré avec les Wolfpacks (meutes de loup) durant sa carrière opérationnelle :
- Grönland (11 août 1941 - 27 août 1941)
- Markgraf (27 août 1941 - 16 septembre 1941)
- Schlagetot (20 octobre 1941 - 1er novembre 1941)
- Raubritter (1er novembre 1941 - 14 novembre 1941)

## Navires coulés
L'U-82 a coulé huit navires marchands pour un total de 51 859 tonneaux, ainsi qu'un navire de guerre de 1 190 tonnes et endommagé un navire marchand de 1 999 tonneaux lors de ses trois patrouilles (102 jours en mer).
| Date              | Nom              | Nationalité     | Tonnage (GRT) | Fait      |
| ----------------- | ---------------- | --------------- | ------------- | --------- |
| 10 septembre 1941 | Empire Hudson    | Grande-Bretagne | 7 465         | Coulé     |
| 11 septembre 1941 | Bulysses         | Grande-Bretagne | 7 519         | Coulé     |
| 11 septembre 1941 | Empire Crossbill | Grande-Bretagne | 5 463         | Coulé     |
| 11 septembre 1941 | Gypsum Queen     | Grande-Bretagne | 3 915         | Coulé     |
| 11 septembre 1941 | Scania           | Suède           | 1 999         | Endommagé |
| 21 octobre 1941   | Treverbyn        | Grande-Bretagne | 5 281         | Coulé     |
| 21 octobre 1941   | Serbino          | Grande-Bretagne | 4 099         | Coulé     |
| 22 janvier 1942   | Athelcrown       | Grande-Bretagne | 11 999        | Coulé     |
| 23 janvier 1942   | Leisten          | Norvège         | 6 118         | Coulé     |
| 31 janvier 1942   | HMS Belmont      | Grande-Bretagne | 1 190         | Coulé     |